# 開映射和閉映射
在數學的拓撲學中，開映射是兩個拓撲空間之間的映射，使得任何開集的像都是開集；閉映射是兩個拓撲空間之間的映射，使得任何閉集的像都是閉集。所以f: X → Y是開映射（閉映射），如果X中的開集（閉集）在f下的像都為Y的開集（閉集）。
開映射和閉映射的定義中，並不要求映射連續。與之比較，映射f: X → Y為連續映射的定義，是所有Y的開集的原像為X的開集，也可等價地定義為所有Y的閉集的原像為X的閉集。雖然開映射和閉映射的定義，似較連續映射為自然，但在拓撲學中其重要性不及連續映射。

## 例子
- 定義連續函數f: R → R為f(x)=x2，則f是閉映射，但不是開映射。

- 任何同胚都是既開且閉及連續的。任何雙射的連續映射是同胚，若且唯若映射是開映射，或等價地，若且唯若映射是閉映射。

- X上的恆等映射是一個同胚，故為既開且閉的。但如果X是Y的子空間，則僅當X在Y中為開集（閉集）時，從X到Y的包含映射{\displaystyle X\hookrightarrow Y}是開映射（閉映射）。故此映射的到達域需要指明，以辨別映射是否為開或閉映射。

- 定義從[0,2π)到單位圓（視為R2中的圓，原點為圓心）的函數：在[0,2π)中的θ所對應的值，是單位圓上與x軸成角度θ的點。這個函數是雙射連續的，所以其從單位圓到[0,2π)的逆函數是既開且閉的。這個逆函數將緊緻的單位圓，映射到不是緊緻的區間[0,2π)。因此可見開映射和閉映射不保持緊緻性，這點與連續映射不同。

- 若Y有離散拓撲，則任何到Y中的映射都是既開且閉，但這映射未必連續。例如從實數集R到整數整Z的取整函數是既開且閉，但不是連續。

- 對於任何拓撲空間的積X = Π Xi，由積拓撲的定義，其投射pi: X → Xi是開且連續的。不過這投射不一定是閉的：例如令p1: R2 → R是從R2到x軸上的投射，並設A是函數f(x)=1/x的圖像，即由全部形如(x,1/x)的點構成的集合。那麼A是R2中的閉集，但p1(A)不是x軸中的閉集。不過若Y為緊緻集，則投射X × Y → X是閉映射。

## 性質
一個映射f: X → Y是開映射若且唯若對X中每一點x及其任何（任意小的）鄰域U，都存在f(x)的鄰域V使得V ⊂ f(U)。因此若f將X的某個拓撲基中的元素都映射到Y的開集，則f是開映射。
開映射和閉映射的定義，可用內部算子和閉包算子表達如下：設f: X → Y是映射。
- f是開映射，若且唯若對任何A ⊆ X，有f(A°) ⊆ f(A)°。
- f是閉映射，若且唯若對任何A ⊆ X，有f(A−) ⊆ f(A)−。

兩個開映射的複合是開映射；兩個閉映射的複合是閉映射，
兩個開映射的積是開映射，但兩個閉映射的積未必是閉映射。（例如取前述的投射p1: R2 → R，視之為兩個映射f和g的積，其中f是x軸上的恆等函數，g是從y軸到只包含點0的集合{0}的函數。f和g為閉映射，但p1不是。）
一個雙射是開的若且唯若其為閉的。一個連續的雙射，其逆映射是雙射的既開且閉映射，反之亦然。
一個滿射的開映射不一定是閉映射，同樣一個滿射的閉映射也不一定是開映射，
設f是連續映射，且是開的或閉的，那麼
- 若f是滿射，則f是商映射。
- 若f是單射，則f是拓撲嵌入。
- 若f是雙射，則f是同胚。

f為開或閉映射的條件，對前兩項只是充分條件，對第三項也是必要條件。

## 特徵定理
有些條件能協助辨別映射是否開或閉。以下列出一些這一類的定理。
閉映射引理指，從緊緻集X到豪斯多夫空間Y的連續映射f: X → Y都是閉且逆緊（緊緻集的原像都為緊緻）。這結果的一個變化指，局部緊緻豪斯多夫空間之間的一個連續映射若為逆緊，則這映射是閉映射。
泛函分析中的開映射定理指，巴拿赫空間之間的連續線性算子若是滿射，則為開映射。
複分析中的開映射定理指，在複平面的連通開子集上定義的非常數全純函數是開映射。
區域不變性定理指，兩個n維拓撲流形間的局部單射且連續的映射都是開映射。